# Predatori (film)
Predatori (engl. Predators) je američki naučnofantastični horor film koji je režirao Nimrod Antal. Glavne uloge tumače Edrijen Brodi, Tofer Grejs, Alis Braga, Lorens Fišbern, Deni Treho i Derek Mirs. 
Ovo je treći film iz franšize Predator, snimljen nakon filmova Predator (1987), Predator 2 (1990), kao i krosover filmova Osmi putnik protiv Predatora (2004) i Osmi putnik protiv Predatora 2 (2007).
Prema producentu Robertu Rodrigezu, originalni naziv filma (Predators) je aluzija na drugi film iz franšize Osmi putnik čiji je naziv u originalu Aliens. Naziv filma ima i dvostruko značenje jer se odnosi kako na vanzemaljce Predatore, tako i na ljude (predator=istrebljivač) koji se bore protiv njih.

## Radnja
Film prati grupu elitnih ratnika koje love pripadnici rase nemilosrdnih vanzemaljskih lovaca zvanih Predatori. Rojs (Edrijen Brodi) je čovek koji se nađe na mestu vođe i poznat je kao lovac na ljude. Edvin (Roger Grejs) igra intelektualca čija fasada nevinašceta krije opasnog serijskog ubicu. Izabel (Alise Braga) je opasna žena ubica. Mombasa (Maheršala Ali) je čovek koji se ne plaši smrti, Stens (Volton Gogins) je bez kontrole, a Nikolaj (Oleg Taktarov) je nekadašnji pripadnih ruskih specijalaca, dok Deni Treho igra Kučilja, prekaljenog ratnika sa dva uzija na leđima.

## Uloge
| Глумац            | Улога            |
| ----------------- | ---------------- |
| Ejdrijen Brodi    | Rojs             |
| Alise Braga       | Izabel           |
| Tofer Grejs       | Edvin            |
| Lorens Fišbern    | Ronald Noland    |
| Deni Treho        | Kučiljo          |
| Oleg Taktarov     | Nikolaj Fjodorov |
| Maheršala Ali     | Mombasa          |
| Volton Gogins     | Volter Stens     |
| Luj Ozava Čangčin | Hanco            |

## Spoljašnje veze
- Predators na sajtu  (jezik: engleski)
- Predatori на веб-сајту  (језик: српски)
- Predators na sajtu AllMovie (jezik: engleski)